# Васіле-Голдіш
Васіле-Голдіш (рум. Vasile Goldiș) — село у повіті Арад в Румунії. Входить до складу комуни Беліу.
Село розташоване на відстані 399 км на північний захід від Бухареста, 62 км на північний схід від Арада, 130 км на захід від Клуж-Напоки, 101 км на північний схід від Тімішоари.

## Населення
За даними перепису населення 2002 року у селі проживали 519 осіб.
Національний склад населення села:
| Національність | Кількість осіб | Відсоток |
| -------------- | -------------- | -------- |
| румуни         | 433            | 83,4%    |
| українці       | 76             | 14,6%    |
| цигани         | 9              | 1,7%     |

Рідною мовою назвали:
| Мова       | Кількість осіб | Відсоток |
| ---------- | -------------- | -------- |
| румунська  | 459            | 88,4%    |
| українська | 59             | 11,4%    |